# Ha-Ash
Ha*Ash är en amerikansk musikgrupp bildad 2002 som består av de två systrarna Hanna Nicole (född 25 juni 1985) och Ashley Grace (född 27 januari 1987) Pérez Mosa.

## Medlemmar
- Hanna Nicole Pérez Mosa (född 25 juni 1985) –  klaviatur, piano, trummor , gitarr, munspel och sång.[1]
- Ashley Grace Pérez Mosa (född 27 januari 1987) –  klaviatur, piano, melodika, gitarr och sång.[2]

## Turnéer
- Ha*Ash Tour (2003-2004)
- Mundos Opuestos Tour (2005-2006)
- Habitación Doble Tour (2008-2009)
- A Tiempo Tour (2011-2013)
- 1F Hecho Realidad Tour (2015-2017)
- Gira 100 años contigo (2018-2019)

## Diskografi

### Studioalbum
| År   | Titel            | Listplaceringar | Listplaceringar | Certifikat                                           | Information                                           |
| År   | Titel            | US              | [ 4 ]           | Certifikat                                           | Information                                           |
| ---- | ---------------- | --------------- | --------------- | ---------------------------------------------------- | ----------------------------------------------------- |
| 2003 | Ha*Ash           | 19              | 3               | - AMPROFON: Guld + Platina - AMPROFON: Platina (DVD) | Släppt: 11 maj 2003 Skivbolag: Sony Music Latin       |
| 2005 | Mundos Opuestos  | -               | 8               | - AMPROFON: Platina                                  | Släppt: 25 september 2005 Skivbolag: Sony Music Latin |
| 2008 | Habitación Doble | 14              | 6               | - AMPROFON: Guld                                     | Släppt: 8 augusti 2008 Skivbolag: Sony Music Latin    |
| 2011 | A Tiempo         | -               | 4               | - AMPROFON: 2x Platina - UNIMPRO: Guld               | Släppt: 16 maj 2011 Skivbolag: Sony Music Latin       |
| 2017 | 30 de febrero    | 11              | 3               | - AMPROFON: Platina                                  | Släppt: 1 december 2017 Skivbolag: Sony Music Latin   |

### Livealbum
| År   | Titel                        | Listplaceringar | Listplaceringar | Certifikat | Information                                          |
| År   | Titel                        | US              | [ 9 ]           | Certifikat | Information                                          |
| ---- | ---------------------------- | --------------- | --------------- | --- | ---------------------------------------------------- |
| 2014 | Primera fila: Hecho realidad | 16              | 1               | - AMPROFON: 4x Platina + Guld - RIAA: Platina - IFPI CHL: Guld - CAPIF: Guld - UNIMPRO: 2x Platina - ASINCOL: Platina - IFPI CEN: Platina | Släppt: 11 november 2014 Skivbolag: Sony Music Latin |

## Singlar
| År   | Titel Album                                      | Högsta listplaceringar | Högsta listplaceringar | Högsta listplaceringar | Högsta listplaceringar | Högsta listplaceringar | Information               |
| År   | Titel Album                                      | USA                    | USA                    | USA                    | Mexiko                 | Mexiko                 | Information               |
| ---- | ------------------------------------------------ | ---------------------- | ---------------------- | ---------------------- | ---------------------- | ---------------------- | ------------------------- |
| 2003 | "Odio amarte" Ha*Ash                             | —                      | —                      | —                      | —                      | —                      | Släppt: 13 april 2003     |
| 2003 | "Estés en donde estés" Ha*Ash                    | 14                     | 9                      | 14                     | —                      | —                      | Släppt: 21 juli 2003      |
| 2004 | "Te quedaste" Ha*Ash                             | 28                     | 17                     | 28                     | —                      | —                      | Släppt: 1 februari 2004   |
| 2005 | "Amor a medias" Mundos Opuestos                  | —                      | —                      | —                      | —                      | —                      | Släppt: 23 juni 2005      |
| 2005 | "Me entrego a ti" Mundos Opuestos                | —                      | 15                     | —                      | —                      | —                      | Släppt: 12 november 2005  |
| 2006 | "¿Qué hago yo?" Mundos Opuestos                  | —                      | 13                     | —                      | —                      | —                      | Släppt: 6 mars 2006       |
| 2006 | "Tu mirada en mi" Mundos Opuestos                | —                      | 24                     | —                      | —                      | —                      | Släppt: 8 april 2006      |
| 2008 | "No te quiero nada" Habitación Doble             | 14                     | 6                      | 14                     | —                      | —                      | Släppt: 8 juli 2008       |
| 2008 | "Lo que yo sé de ti" Habitación Doble            | —                      | —                      | —                      | —                      | —                      | Släppt: 24 november 2008  |
| 2009 | "Tú y yo volvemos al amor" Habitación Doble      | —                      | —                      | —                      | —                      | —                      | Släppt: 2 februari 2009   |
| 2011 | "Impermeable" A Tiempo                           | —                      | —                      | —                      | 1                      | —                      | Släppt: 21 mars 2011      |
| 2011 | "Te dejo en libertad" A Tiempo                   | —                      | 29                     | —                      | 1                      | 1                      | Släppt: 11 juli 2011      |
| 2012 | "Todo no fue suficiente" A Tiempo                | —                      | —                      | —                      | 2                      | 11                     | Släppt: 2 januari 2012    |
| 2012 | "De dónde sacas eso" A Tiempo                    | —                      | —                      | —                      | 4                      | 9                      | Släppt: 11 juli 2012      |
| 2013 | "Te voy a perder" Todas mías                     | —                      | —                      | —                      | 22                     | 9                      | Släppt: 2 augusti 2013    |
| 2014 | "Perdón, perdón" Primera fila: Hecho realidad    | 36                     | 17                     | 35                     | 1                      | 2                      | Släppt: 22 september 2014 |
| 2015 | "Lo aprendí de ti" Primera fila: Hecho realidad  | 32                     | 19                     | 48                     | 1                      | 7                      | Släppt: 6 mars 2015       |
| 2015 | "Ex de verdad" Primera fila: Hecho realidad      | —                      | —                      | —                      | 33                     | —                      | Släppt: 25 maj 2015       |
| 2015 | "No te quiero nada" Primera fila: Hecho realidad | —                      | —                      | —                      | —                      | —                      | Släppt: 30 september 2015 |
| 2015 | "Dos copas de más" Primera fila: Hecho realidad  | —                      | —                      | 49                     | 3                      | 16                     | Släppt: 5 november 2016   |
| 2016 | "Sé que te vas" Primera fila: Hecho realidad     | —                      | —                      | —                      | 28                     | —                      | Släppt: 26 april 2016     |
| 2016 | "Mi niña mujer" De plaza en plaza                | —                      | —                      | —                      | 11                     | 31                     | Släppt: 29 augusti 2016   |
| 2017 | "Destino o casualidad" Quítate las gafas         |                        | 38                     |                        | 10                     | 32                     | Släppt: 1 juni 2017       |
| 2017 | "100 años" 30 de febrero                         | 54                     | 24                     | 50                     | 1                      | 3                      | Släppt: 13 oktober 2017   |
| 2017 | "Ojalá" 30 de febrero                            | —                      | —                      | —                      | —                      | —                      | Släppt: 17 november 2017  |
| 2017 | "30 de febrero" 30 de febrero                    | —                      | —                      | —                      | —                      | —                      | Släppt: 24 november 2017  |
| 2018 | "No pasa nada" 30 de febrero                     | —                      | —                      | —                      | 4                      | 13                     | Släppt: 8 mars 2018       |
| 2018 | "Eso no va a suceder" 30 de febrero              | —                      | 34                     | —                      | 1                      | 6                      | Släppt: 8 augusti 2018    |
| 2019 | "¿Qué me faltó?" 30 de febrero                   | —                      | —                      | —                      | 2                      | —                      | Släppt: 4 januari 2019    |